# La Cerlangue
La Cerlangue is een gemeente in het Franse departement Seine-Maritime (regio Normandië) en telt 1177 inwoners (2004). De plaats maakt deel uit van het arrondissement Le Havre.

## Geografie
De oppervlakte van La Cerlangue bedraagt 28,1 km², de bevolkingsdichtheid is 41,9 inwoners per km².
De onderstaande kaart toont de ligging van La Cerlangue met de belangrijkste infrastructuur en aangrenzende gemeenten.

## Demografie
Onderstaande figuur toont het verloop van het inwonertal (bron: INSEE-tellingen).